# Chalcoscirtus janetscheki
Chalcoscirtus janetscheki es una especie de araña araneomorfa del género Chalcoscirtus, familia Salticidae. Fue descrita científicamente por Denis en 1957.
Se distribuye por España. El prosoma de la hembra mide aproximadamente 1,2 milímetros de longitud y es de color negro.